# Distretto di Mezitli
Il distretto di Mezitli (in turco Mezitli ilçesi) è uno dei distretti della provincia di Mersin, in Turchia. Fa parte del comune metropolitano di Mersin.